# 超能警探
《超能警探》（韓語：메모리스트），為韓國tvN於2020年3月11日起播出的水木連續劇，改編自同名漫畫，由電影《石雕宅邸殺人事件》的金輝、《恩珠的房間》的蘇在賢導演與安道河、黃荷娜作家合作打造。此劇講述擁有超能力的刑警東柏與精英犯罪心理分析總警韓善美，追蹤神秘的連環殺人魔的偵查故事。
台灣由愛奇藝台灣站跟播，香港由myTV SUPER緊貼韓國點播，马来西亚及新加坡地区由爱奇艺与Viu自3/12起播出。

## 演員陣容

### 主要人物
| 演員                    | 角色           | 介紹 |
| 俞承豪 （童年：李京勳） | 東柏／星朱浩   | 幼年時被遺棄在東柏車站，輾轉在孤兒院跟福利院居留，因無法回答姓名及親屬，所以以發現地的東柏車站起名為東柏，擁有超能力的刑警，能透過身體接觸掃描他人記憶。當他的超能力在公開首數年時，人們在相信與不相信之間爆發爭論，但現在懷疑他的超能力的國民下降到了7%左右。因為他的超能力，有26宗長期未完結的大型犯罪懸案最終被破案，自從他出現以來，每年的犯罪率都在大幅度下降。但是討厭他的不只是兇犯們，還有的財閥、政治、法律和言論等各種勢力，他們團結在一起開始牽制他。最終，禁止記憶掃描法將提交到國會審議。他面臨刑事生活中最大的難關，就是超越掃描他人記憶，甚至隨意刪除的稀世罪犯。 |
| 李世榮                  | 韓善美／金昭美 | 歷年來最年輕的總警，不被下屬認同，司法考試狀元出身。雖然擁有如此亮麗的背景，但她打消了成為檢察官的念頭，以警政特招進入了警察隊伍，因為只想調查事件真相。她意識到「橡皮擦」與東柏的過去有聯繫，從對手變成朋友。她認為要親手懲戒罪犯的想法，令她成為爸爸的仇敵，不管是什麼傢伙的真面目也要揭開，即使是東柏也好。 |
| 趙成夏                  | 李信雄         | 警署次長，20年前是京畿地方警察廳任職特搜本部的警正，是同時具有非考試出身的自卑感和天生的先民意識的惡人。雖然一生都以獲得權力為目標，並即將登上警察總長的頂點，但持續因為東柏而推遲了進程。因而，他非常討厭東柏，給他「作為狗的最後任務」就是把東柏限制起來，但是此行動必須不讓任何人意識到。 |

### 東柏周邊人物
| 演員   | 角色   | 介紹 |
| 高昌錫 | 具慶壇 | 西部警察局特殊刑事支援組組長，東柏的負責人。事實上，特殊刑事支援組的唯一任務是監督著東柏，防止他闖禍。從三年前的孽緣開始，他仍然沒有走出東柏這個深溝。                                                                       |
| 尹池溫 | 吳世勳 | 東柏周認識最年輕的警察，他的貼身監視人，主要任務是防患於未然，事後報告他的情況，但大抵閉口不談。他認為自己應該站在東柏一邊，幫助東柏在現場備份。                                                                             |
| 全烋星 | 姜智恩 | 電視臺社會部的記者，在成為記者之前就是東柏的粉絲。她幸運地能採訪東柏時，感到莫大的喜悅，但接到無法理解的上級指示後，開始感到驚慌，那就是不擇手段地抓住東柏弱點的指示。她在無法相互對立的組織邏輯和個人信念之間，產生了矛盾。 |

### 特別搜查本部
| 演員   | 角色   | 介紹 |
| 金允熙 | 鄭美子 | 狀況室組長，性格溫文爾雅，對善美僵硬的指揮也總是靈活的接受，擅長收集情報。                                                     |
| 鄭河俊 | 黃奉國 | 警察大學學生，背後是一個黑客。他在小學時期就以黑客行為臭名昭著，但升入警察大學後被曾擔任教授的善美提拔，暫時加入了特殊情況室。 |
| 林世柱 | 李瑟菲 | 警長，戴着眼鏡幹活的樣子很差，看到惡性事件的資料時經常感到胃不舒服而覺得吃力，擅長收集情報。                                   |

### 廣域搜查隊
| 演員   | 角色   | 介紹                                                                     |
| 孫光業 | 邊英株 | 廣域搜查隊長，畢業於警察大學，任職20年的資深警察。                       |
| 吳致雲 | 閔成韓 | 警監，搜查組組長，現場指揮員，是一個不耍小聰明，只調查案件的老手。       |
| 朴應秀 | 姜基泰 | 督察，首爾警察廳廣域搜查隊組員。                                         |
| 金瑞慶 | 林哲圭 | 警司，喜歡賽馬的警察。兩年前與東柏打鬥後失去門牙，與他相遇時都感到不滿。 |
| 文正基 | 權雲長 | 廣域搜查隊中年紀最小的刑警，只看哲圭的眼色，但是他是東柏的粉絲。         |

### 其他人物
| 演員                | 角色           | 介紹 |
| 李英珍              | 徐伊秀／星珠蘭 | 方俊錫議員的秘書，東柏的親姐姐。劉雅英好友。 |
| 趙漢哲 青年：崔承允 | 陳才奎         | 20年前泰北報社的攝影師，擅長攝影也擅長特殊化妝，是當年殺人事件的嫌疑人，擁有神力，繼承大筆遺產，沈相華的繼父。                                     |
| 姜旻兒              | 薛草原         | 東柏中學時因為太痛苦而想自殺，被草原即時阻止，並讓他訓練自己可以盡可能不要讀取別人的記憶，並且用東柏的能力給這個世界帶來好的影響，是東柏的初戀。   |
| 安在模              | 方俊錫         | 前議員，20年前命案關係人之一。 |
|                     | 殷秀景         | 議員夫人，目前懷胎六個月。 |
| 李輝香 青年：李Ruby | 黃弼善         | 殺死陳才奎母親的人，方俊錫的母親，20年申碑廢倉庫暴力事件主嫌。                                                                                     |
|                     | 林鐘延         | 北部地檢檢察長，有接受性招待，要求禹石道將東柏帶走，不讓東柏介入綁架案，因情報中斷，而間接造成尹藝琳死亡。                                         |
|                     | 禹錫道         | 北部地檢檢察官，是韓善美的前輩，對韓善美年輕就當上總警相當不以為然，也多語帶鄙視。                                                                 |
|                     | 郭基秀         | 信仰教徒，案發當時正在進行40天網路教義直播，是誤導尹藝琳綁架案偵查的案件相關者                                                                     |
|                     | 趙東成         | 20年前泰北報社的明星記者，後來是TVC電視台的社長，每次都在最快時間抵達兇案現場，是善美懷疑殺害父親的嫌疑人。                                        |
|                     | 金寶妍         | 參與性援交後被韓完炳綁架，是綁架案中的倖存者，告訴尹藝琳兇手每週二都會透過教義考試的分數來決定要殺誰。                                             |
| 金智仁              | 尹藝琳         | 警局清潔工的女兒，綁架案中的被害者，本來從天花板木板逃離，但因為朴寶妍驚慌要求一同離開，而讓尹藝琳的行蹤暴露，被韓完炳追上，間接造成尹藝琳被殺害。 |
|                     | 吳言卓         | 性侵練習生及將練習生提供給最高加害者的案件相關人。                                                                                                 |
|                     | 千基秀         | 2006年於京畿地方警察廳廣搜隊任職的刑警，也負責偵辦善美父親遭殺害的案件。                                                                           |
|                     |                | 善美的父親，有17人直接或見接因為善美的父親而死，遭『執行者』刺傷17次後死去。                                                                       |
|                     | 余智淑         | 西部地檢檢察官，與東柏以認罪協議換取朴基單別墅搜查令，因沒有搜查到證據而辭職下台。                                                                 |
| 閔英                | 安博士         | 東柏的醫療團隊之一的主治醫師，對東柏這樣的特殊病例感到好奇，但長時間相處認可東柏的行事跟為人，並不希望他繼續使用讀取能力。                         |
|                     | 劉順男         | 申碑消防隊站長，提供東柏等人20週年紀念服及20年前廢棄倉庫暴力事件的資訊。                                                                           |
| 鄭信惠              | 劉雅英         | 劉順男女兒。20年前廢棄倉庫暴力事件被害者及後續連貫案件起因。                                                                                       |
|                     | 金道洙         | 情報局情報科警監，受次長命令暗中監視東柏。 |
|                     | 盧關奎         | 申碑消防隊的救助組組長，消防站建站20週年紀念服所有人之一。                                                                                         |
|                     | 宋淑賢         | 盧組長的太太，20年前經手一名文勇大的相驗工作，卻被千基秀以檢察官說不需要解剖為由阻止，並以兒子需要治病的醫藥費做為引誘，進而妥協不進行解剖。       |
|                     | 文勇大         | 20年前的申碑廢棄倉庫事件起始點死者。 |
|                     | 文哲柱         | 文勇大的父親，因文勇大之死而長時間酗酒後失蹤。 |
| 李信基              | 文勇強         | 文勇大領養的孩子，在文哲柱失蹤後申報失蹤人口，前特戰隊員。                                                                                         |
|                     | 延蘭華         | 畫家，五年前酒駕撞死一家五口的犯人，卻因為是法官親戚而完全沒有受到法律的制裁，受囚禁作畫並被供應飲下甲醛身亡。                                     |
|                     | 朴基丹         | 真理天空殿堂主教，專門找年幼的少女進行獎學金資助，待她們成年以後以教義驅使她們為自己的性奴隸，並讓韓完炳加以綁架控制，以性暴力威脅後殘忍殺害       |
|                     | 崔京萬         | 原管理員 |

## 收視率
| 集數       | 播出日期   | AGB收視率        | AGB收視率      |
| 集數       | 播出日期   | 大韓民國（全國） | 首爾（首都圈） |
| ---------- | ---------- | ---------------- | -------------- |
| 1          | 2020/03/11 | 3.272%           | 3.811%         |
| 2          | 2020/03/12 | 2.762%           | 3.098%         |
| 3          | 2020/03/18 | 3.434%           | 4.052%         |
| 4          | 2020/03/19 | 3.175%           | 3.624%         |
| 5          | 2020/03/25 | 3.198%           | 3.491%         |
| 6          | 2020/03/26 | 3.287%           | 3.489%         |
| 7          | 2020/04/01 | 2.851%           | 2.847%         |
| 8          | 2020/04/02 | 2.693%           | 2.772%         |
| 9          | 2020/04/08 | 2.259%           | 2.267%         |
| 10         | 2020/04/09 | 2.894%           | 3.408%         |
| 11         | 2020/04/15 | 2.384%           | 2.393%         |
| 12         | 2020/04/16 | 2.809%           | 3.291%         |
| 13         | 2020/04/22 | 2.199%           | 2.273%         |
| 14         | 2020/04/23 | 2.701%           | 2.403%         |
| 15         | 2020/04/29 | 2.160%           | 2.195%         |
| 16         | 2020/04/30 | 3.293%           | 3.408%         |
| 平均收視率 | 平均收視率 | 2.836%           | 3.051%         |

- 收視最低的集數以藍色表示，收視最高的集數以紅色表示，而空格則表示該集的收視沒有相關數據。

## 同時段作品
- KBS2 水木連續劇：《Forest》、《快過來》
- MBC 水木迷你連續劇：《The Game：向著零時》、《那個男人的記憶法》

## 外部連結
- 韓國tvN官方網站 （页面存档备份，存于）
- NAVER上《超能警探》的資料
- Daum上《超能警探》的資料

| tvN 水木劇                               | tvN 水木劇                                 | tvN 水木劇 |
| ---------------------------------------- | ------------------------------------------ | ---------- |
|                                          | （2020年3月11日－2020年4月30日）           |            |
| 金錢遊戲 （2020年1月15日－2020年3月5日） | Oh My Baby （2020年5月13日－2020年7月2日） |            |

| 新加坡、 马来西亚、 印度尼西亞 tvN Asia · 星期四、五 新馬 21:50–23:05 (UTC+8) · 印尼 20:50–22:05 (UTC+7) | 新加坡、 马来西亚、 印度尼西亞 tvN Asia · 星期四、五 新馬 21:50–23:05 (UTC+8) · 印尼 20:50–22:05 (UTC+7) | 新加坡、 马来西亚、 印度尼西亞 tvN Asia · 星期四、五 新馬 21:50–23:05 (UTC+8) · 印尼 20:50–22:05 (UTC+7) |
| --- | --- | --- |
| | 超能警探 （2020年3月12日－2020年5月1日）                                                                 | |
| 金钱游戏 （2020年1月16日－2020年3月6日）                                                                 | Oh My Baby （2020年5月14日－2020年7月3日）                                                               | |
| 香港、 臺灣、 緬甸、 泰國、 馬爾地夫、 斯里蘭卡 tvN Asia · 星期四、五 21:20 - 22:35                      | | |
| 很便宜，千里马超市 （2022年2月10日－2022年3月18日）                                                      | 超能警探 （2022年3月31日－2022年5月20日）                                                                | 临时制先生 （2022年5月26日－2022年7月15日）                                                              |